# Rautalampistråten
Rautalampistråten (fi. Rautalammin reitti) ingår i Kymmene älvs avrinningsområde och är det östligaste av Kymmene älvs tre stora tillflöden. Den upprinner på gränsen mellan Kiuruvesi och Pielavesi och vidgar sig under sitt lopp söderut till en mängd sjöar, bland andra Pielavesi, Nilakka och Niinivesi, Konnevesi, Kynsivesi, Kuusvesi och slutligen Leppävesi, som genom Vaajakoski fors utfaller i Päijänne. Keitele kanal som byggdes 1990–1993 öppnade en farled mellan Rautalampistråten och Päijänne.

## Historia
Rautalampistråten var en viktig vattenled redan under förhistorisk tid. Vid Konnevesis stränder finns bosättningsplatser från stenåldern och gravruiner från tidig metalltid.